# Геги
Ге́ги (алб. Geët) — этнографическая группа албанцев, живущие в Албании севернее реки Шкумбини и в Косове. Также имеет диаспору. Разговаривают преимущественно на гегском диалекте албанского языка. Верующие — мусульмане 69 % и католики 31 %.